# Werner Renneberg
Werner Renneberg (* 29. Juni 1906 in Leipzig; † 31. Juli 1976 ebenda) war ein deutscher Pädagoge und Hochschullehrer.

## Leben und Werk
Werner Renneberg wurde im Leipziger Stadtteil Gohlis als Sohn eines Müllers und späteren Kaufmanns geboren. Er besuchte das Realgymnasium, studierte Mathematik, Physik, Chemie und Pädagogik, promovierte 1942 an der Universität Leipzig zum Dr. phil. und habilitierte sich 1953. Danach war er Privatdozent an der Universität Leipzig und erhielt 1954 dort eine Professur für Pädagogik mit vollem Lehrauftrag. 1954 wurde er Mitglied der Deutschen Bunsen-Gesellschaft und 1955 der Chemischen Gesellschaft der DDR. Spezialisiert war Renneberg auf Mathematik- und Chemiedidaktik. 1967 wurde er zum Professor mit Lehrstuhl für Methodik des Mathematik- und Chemieunterrichts in Leipzig berufen. 1971 erfolgte seine Emeritierung.

## Schriften (Auswahl)
- Über einen Apparat zur Demonstration der Elektroosmose. In: Zeitschrift für physikalischen und chemischen Unterricht 48 (1935) H. 1, S. 21 f.
- Die Aktivitätswelle auf passiven Eisendrähten. Leipzig 1942.
- Ein Elektrofiltermodell. In: Mathematik und Naturwissenschaften im Unterricht, 1944, H. 1, S. 26 f.
- Studien über die sowjetischen Lehrbücher für den chemischen Anfangsunterricht von Werchowsky und Kirjuschkin. Leipzig 1953.
- Laboratoriumsübungen. In: Chemie in der Schule 2 (1955), H. 6, S. 270–275.